# Станислав Чупурна
Станислав Чупурна  — государственный деятель Великого княжества Литовского, маршалок дворный великого князя литовского Витовта, упоминается в документах в период с 1396 по 1411 годы.
Данных о Станиславе Чупурне сохранилось мало. Его имя несколько раз встречается в документах Витовта в качестве его маршалка дворного, как маршалок Витовта упоминается под 1404 годом также Торнским анналистом. Очевидно, он был близким соратником великого князя. В качестве свидетеля участвовал в заключении Салинского договора 12 октября 1398 года, в 1401 году выступил в качестве одного из авторов Виленско-Радомской унии, в 1411 году принимал участие в заключении Первого Торуньского мира.
В 1385 году после заключения Кревской унии начался процесс организации практически всего аппарата управления литовским государством. Выстраивалась новая система управления, в ходе которой была создана своя канцелярия. Согласно литовскому историку Римвидасу Петраускасу, в этот период происходило окончательное формирование великокняжеского двора. В 1407 году Станислав Чупурна упоминается как маршалок земский.
В документе, относящимся к началу правления великого князя литовского Казимира, упоминается село Путилово, возвращённое некой Минце Чепуресовне, ранее получившей его от отца. Возможно, отцом Минцы, в своё время купившим Путилово, был именно Станислав Чупурна (Чепурес).